# Agraecina canariensis
Agraecina canariensis är en spindelart som beskrevs av Jörg Wunderlich 1992. Agraecina canariensis ingår i släktet Agraecina och familjen månspindlar.
Artens utbredningsområde är Kanarieöarna. Inga underarter finns listade i Catalogue of Life.